# Argyle Street (stacja kolejowa)
Argyle Street (ang: Argyle Street railway station) – stacja kolejowa w Glasgow, w Szkocji, w Wielkiej Brytanii. Znajduje się na Argyle Line. Stacja znajduje się poniżej ulicy, od której bierze nazwę. Posiada wąski i zatłoczony peron wyspowy. Obsługuje Argyle Street oraz St Enoch Centre.

## Historia
Glasgow Central Railway została wybudowana w 1888 w celu połączenia Clydesdale Junction Railway i Lanarkshire and Ayrshire Railway z Lanarkshire and Dunbartonshire Railway. W czasie gdy była otwarta między 1894 a 1897, GCR została przejęta przez Caledonian Railway. Mimo że były trzy stacje pod Argyle Street - Anderston, Glasgow Central i Glasgow Cross, nie było stacji w obecnym miejscu.
Linia została zamknięta w 1964 roku, ale została ponownie otwarta w 1979 roku i obsługiwana jest przez Scottish Region of British Railways w porozumieniu z Greater Glasgow PTE. Chociaż stacja Central Low Level została otwarta na nowo, Glasgow Cross nie została ponownie otwarta. Zamiast niej powstała nowa stacja Argyle Street.